# アレクサンドレ・ペネトラ
アレクサンドレ・マヌエル・ペネトラ・コレイア（Alexandre Manuel Penetra Correia、2001年9月9日 - ）は、ポルトガル・ヴィゼウ出身のサッカー選手。AZアルクマール所属。ポジションはディフェンダー。

## クラブ経歴
SLベンフィカのユースを経て2020年8月にFCファマリカンへ移籍し、3年契約を結んだ。2021年8月15日、プリメイラ・リーガのFCポルト戦にてプロデビューを果たした。
2023年7月24日、AZアルクマールへ5年契約で移籍した。

## 代表経歴
2016年からポルトガルの世代別代表に収集され始め、2023年にはU-21ポルトガル代表としてUEFA U-21欧州選手権2023に出場した。